# جون باربر (كرة سلة)
جون باربر (بالإنجليزية: John Barber)‏ مواليد 27 يونيو 1927، هو لاعب كرة سلة أمريكي معتزل. تم اختياره من قبل فريق لوس أنجلوس ليكرز خلال الدرافت. حمل الرقم 25. يبلغ طوله 6 قدم 6 بوصة (2.0 م).

## روابط خارجية
- جون باربر على موقع إن بي أي (الإنجليزية)
- جون باربر على موقع سبورتس رفرنس (الإنجليزية)
- جون باربر على موقع ريلجم (الإنجليزية)
- جون باربر على موقع بروبوليرز (الإنجليزية)